# Erich Przybyllok
Erich Hugo Günther Przybyllok (Tarnowskie Góry, 30 de junho de 1880 — Colônia (Alemanha), 11 de setembro de 1954) foi um astrônomo alemão.

## Biografia
Erich Przybyllok obteve o doutorado na Universidade de Wrocław, sendo depois assistente nos observatórios de Wrocław, Königsberg, Heidelberg e Bonn, em 1909–1910 e 1914–1921 trabalhou no Telegrafenberg em Potsdam. Participou como astrônomo e especialista em magnetismo terrestre da 2ª Expedição Alemã ao Polo Sul em 1911–1912, comandada por Wilhelm Filchner. A partir de 1921 foi professor da Universidade de Königsberg, onde dirigiu o Observatório de Königsberg até sua destruição em 1944. Após a Segunda Guerra Mundial foi professor da Universidade de Colônia.